# Кавалькада мультипликационных комедий Сета Макфарлейна
«Кавалькада мультипликационных комедий Сета Макфарлейна» (англ. Seth MacFarlane's Cavalcade of Cartoon Comedy) — американский комедийный мультсериал, созданный в 2008 г. Сетом Макфарлейном. В отличие от других мультсериалов Сета, «Кавалькаду» не показывают по телевидению. Новые серии выходят на YouTube и на DVD.

## Описание
В каждой серии рассказывается небольшая по продолжительности (1-2 минуты) комедийная история, не связанная по сюжету с другими. Все они похожи по своей структуре на врезки, которые являются отличительной особенностью другого мультсериала Сета Макфарлейна — «Гриффины». Новые серии появляются на YouTube по несколько штук в месяц.
Поначалу мультсериал спонсировала компания Burger King: новые серии даже появлялись на их собственном официальном YouTube-канале. В настоящее время спонсором является сайт Priceline.com.
Сериал был принят очень положительно. Через два дня после выпуска первой серии YouTube-канал Сета Макфарлейна стал наиболее просматриваемым за неделю, суммарно набрав более трёх миллионов просмотров.

## Выпуск на DVD и Blu-Ray
Первый сезон мультсериала был выпущен в Америке на DVD и Blu-ray Disc 12 мая 2009 года и содержал в себе дополнительные материалы. Выпуск DVD в Европе состоялся 25 января 2010 года.
Помимо 23 серий, показанных в Интернете, на DVD и Blu-ray присутствуют ещё 27 эксклюзивных серий. Также первые 11 серий были выпущены без цензуры, которая присутствовала в Интернет-версии серий.